# جوف الصدر
جوف الصدر هو جوف في جسم الإنسان وبعض الحيوانات والمحتوى ضمن جدار الصدر.

## المحتويات
- أجزاء من جهاز الدوران هي القلب والأوعية الدموية الكبيرة (الأجزاء الأولى من الأبهر، والجذع الرئوي والوريدان الأجوفان والوريد الفرد والأوردة الرئوية وفروع قوس الأبهر).
- أجزاء من الجهاز التنفسي هي الرغامى والرئتين والقصبات.
- جزء من الجهاز الهضمي هو المريء.
- غدة التيموس.
- أجزاء من الجهاز العصبي هي الجذعان الوديان والعصبان المبهمان.
- القناة الصدرية.

يحتوي جوف الصدر على ثلاثة أجواف مبطنة بوريقة متوسطة هي: جوفا الجنب وجوف التامور.

## الحدود
يفصل الحجاب الحاجز جوف الصدر عن جوف البطن ويعتبر مدخل الصدر هو الحد العلوي لجوف الصدر.